# Magnus Enckell
Knut Magnus Enckell (Hamina, 9 november 1870 – Stockholm, 27 november 1925) was een Finse symbolistische schilder. Zijn eerste werken werden met een ingetogen palet geschilderd, maar vanaf 1902 gebruikte hij steeds fellere kleuren.

## Leven en werk
Magnus Enckell groeide als een van de zes zonen van een predikant op in Hamina in het zuidoosten van Finland.

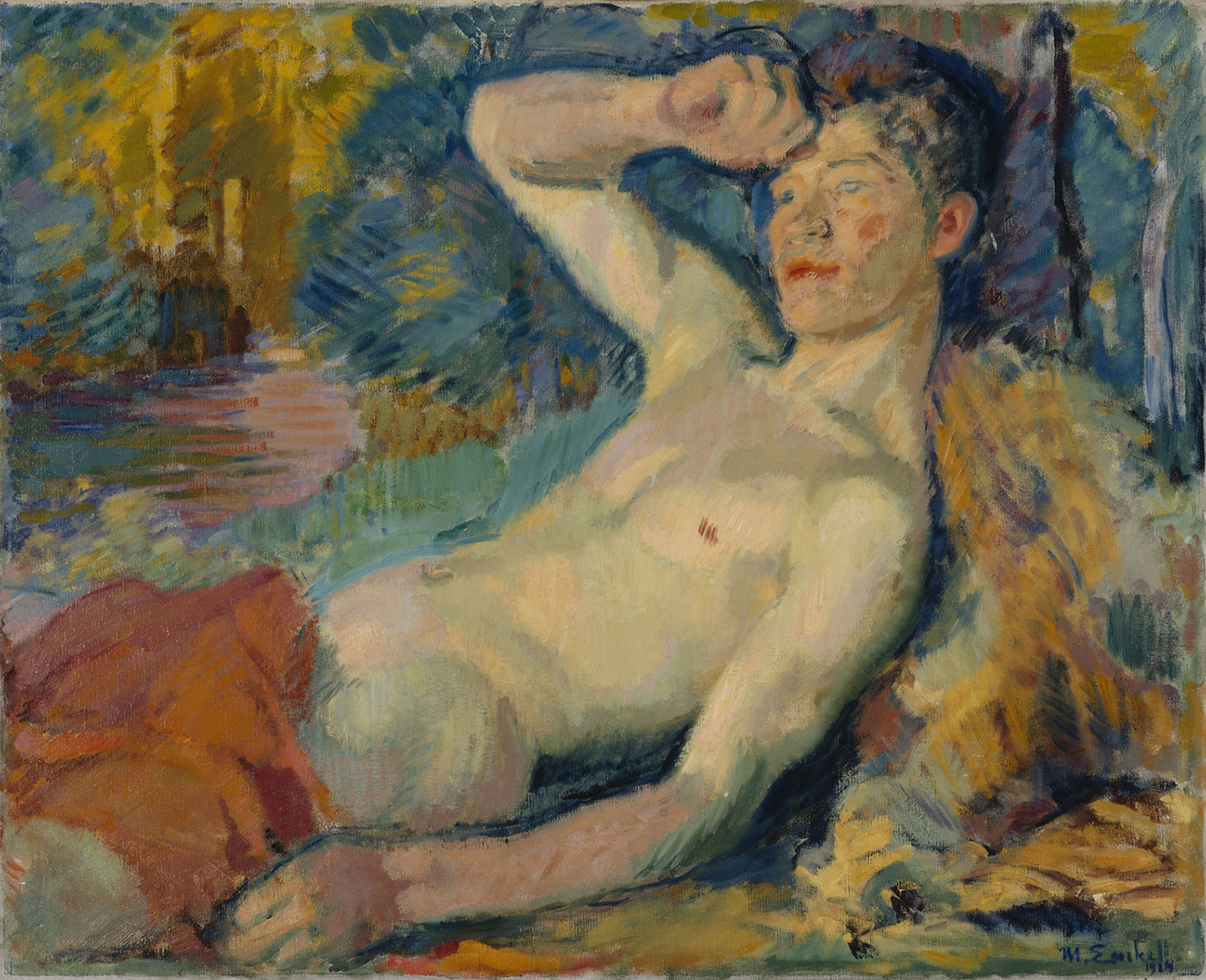
Wakkerwordende faun (1914)

Hij was de eerste Finse schilder die brak met het naturalisme, dat in de jaren van zijn opleiding in Helsinki (1889–1891) nog de bepalende stijl was. Vanaf 1891 verbleef hij eerst in Parijs en was daar leerling van Jules Joseph Lefebvre en Jean-Joseph Benjamin-Constant aan de Académie Julian. Daar werd hij aangetrokken tot de symbolistische beweging en werd hij beïnvloed door de schilder Pierre Puvis de Chavannes en de symbolistische literatuur. Tijdens zijn verblijf in Bretagne schilderde hij twee werken met weinig kleur (Zelfportret en Bretonse vrouw). Hij bewonderde de renaissance en de idealistische en mystieke ideeën van Sar Péladan, waaraan hij ook het androgyne schoonheidsideaal voor zijn werken aan ontleende. Tijdens zijn tweede verblijf in Parijs in 1893 schilderde hij het Ontwaken.
Enckell was homoseksueel, hetgeen zich uit in een aantal erotische portretten die voor die tijd bijzonder onbevangen waren.
In 1894 en 1895 reisde Enckell naar Milaan, Florence, Ravenna, Siena en Venetië, waar zijn innerlijke conflicten tot uiting kwamen in zijn kunst. In 1898 leerde hij zichzelf fresco- en temperatechnieken aan door het werk van Masaccio en Fra Angelico te bestuderen. De jaren in Italië gaven zijn werk meer kleur en een meer optimistische grondslag. In de eerste jaren van de 20e eeuw ontwikkelde hij een meer kleurrijk palt.
in 1907 werkte Enckell aan het altaarstuk van de domkerk van Tampere. Het fresco, meer dan 10 meter breed en 4 meter hoog, laat in ingetogen kleuren de opstanding zien van mensen van alle rassen. In het midden van het schilderij lopen twee mannen hand in hand.
Vanaf 1901 verbleef Enckell veel zomers op Hogland, waar hij Jongens op het strand (1910) schilderde. Enckell organiseerde tentoonstellingen van Finse kunst in Berlijn (1903) en Parijs (1908) en van Franse en Belgische kunst in Helsinki (1904). Hij zat de Finse Kunst Vereniging voor en was in 1922 een gekozen lid van de Kunst Academie van Finland
Enckell overleed in Stockholm in 1925. Zijn begrafenis was een nationale gebeurtenis. Hij werd begraven in zijn geboortedorp in Finland.

## Afbeeldingen van werken

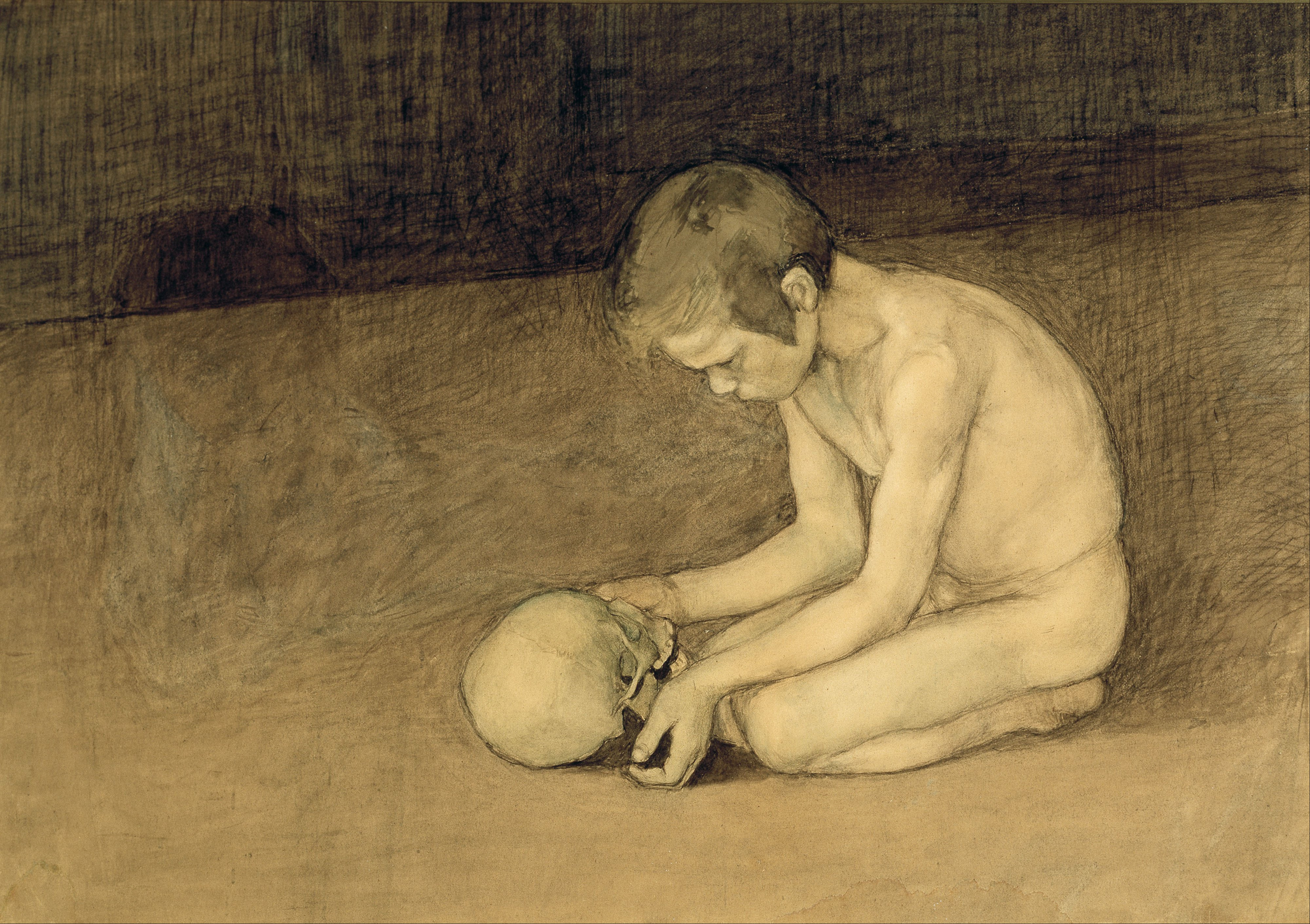
Jongen met schedel (1893)
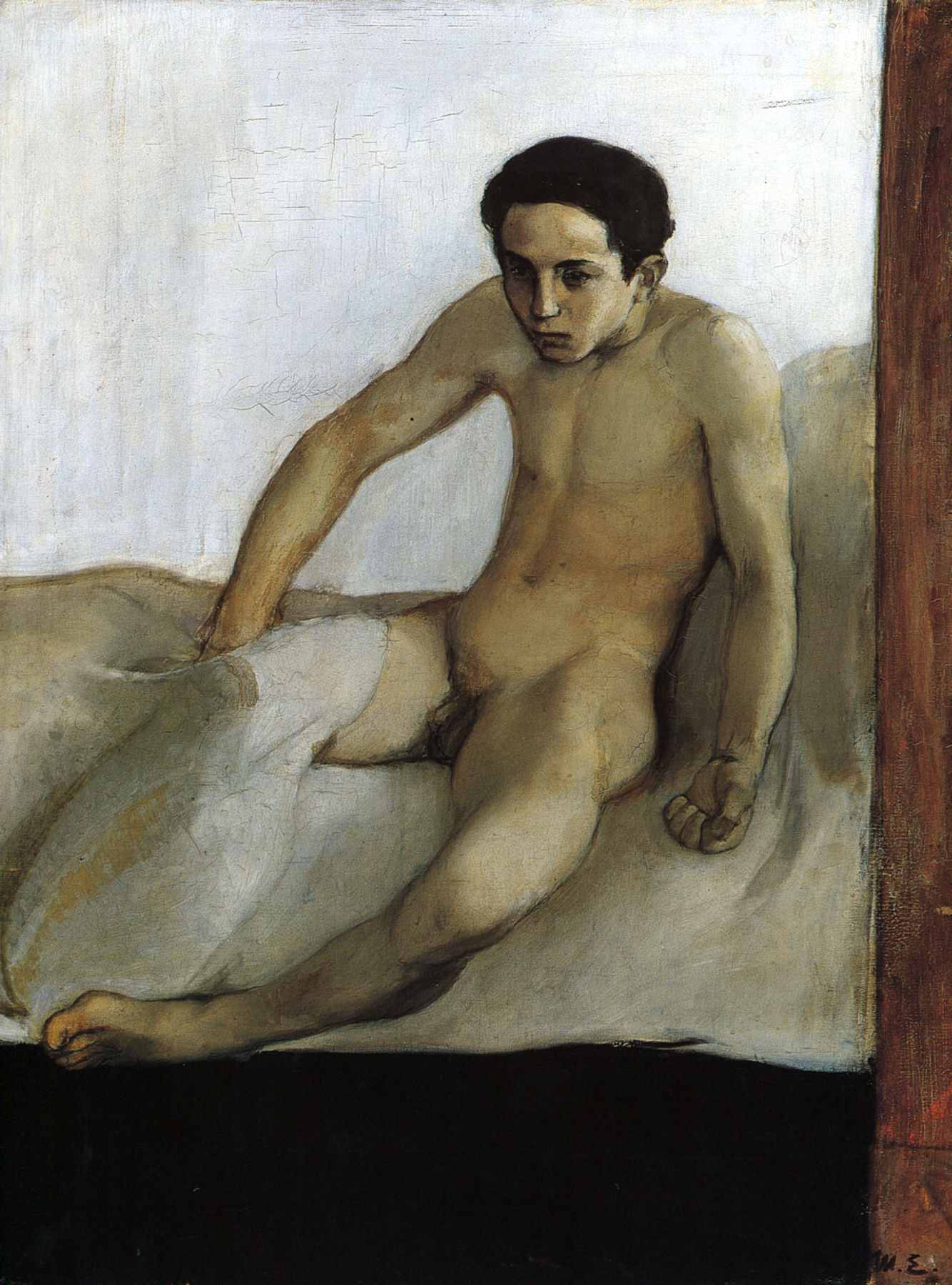
Ontwaken (1894)
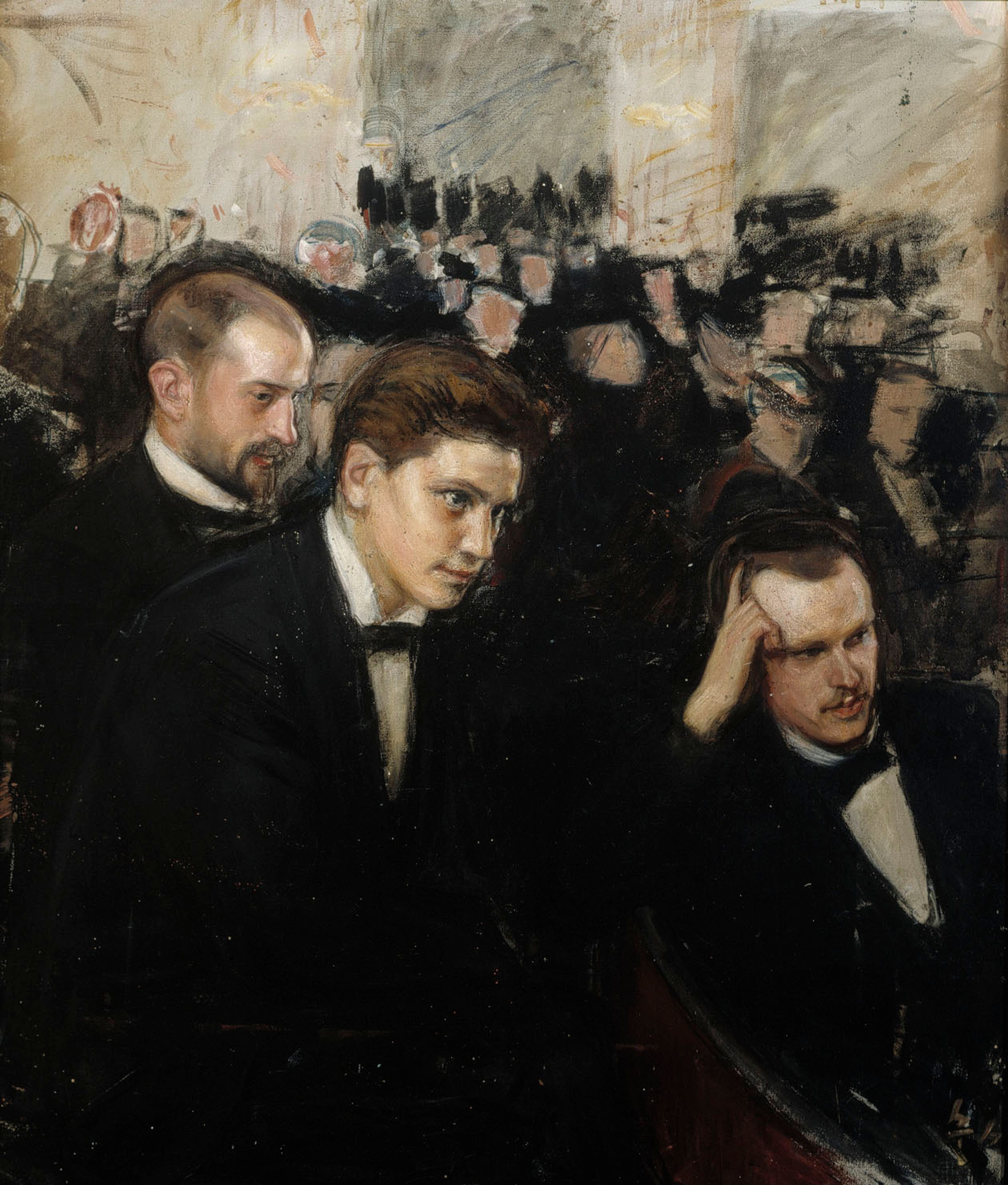
Muziekluisteraars (1897)
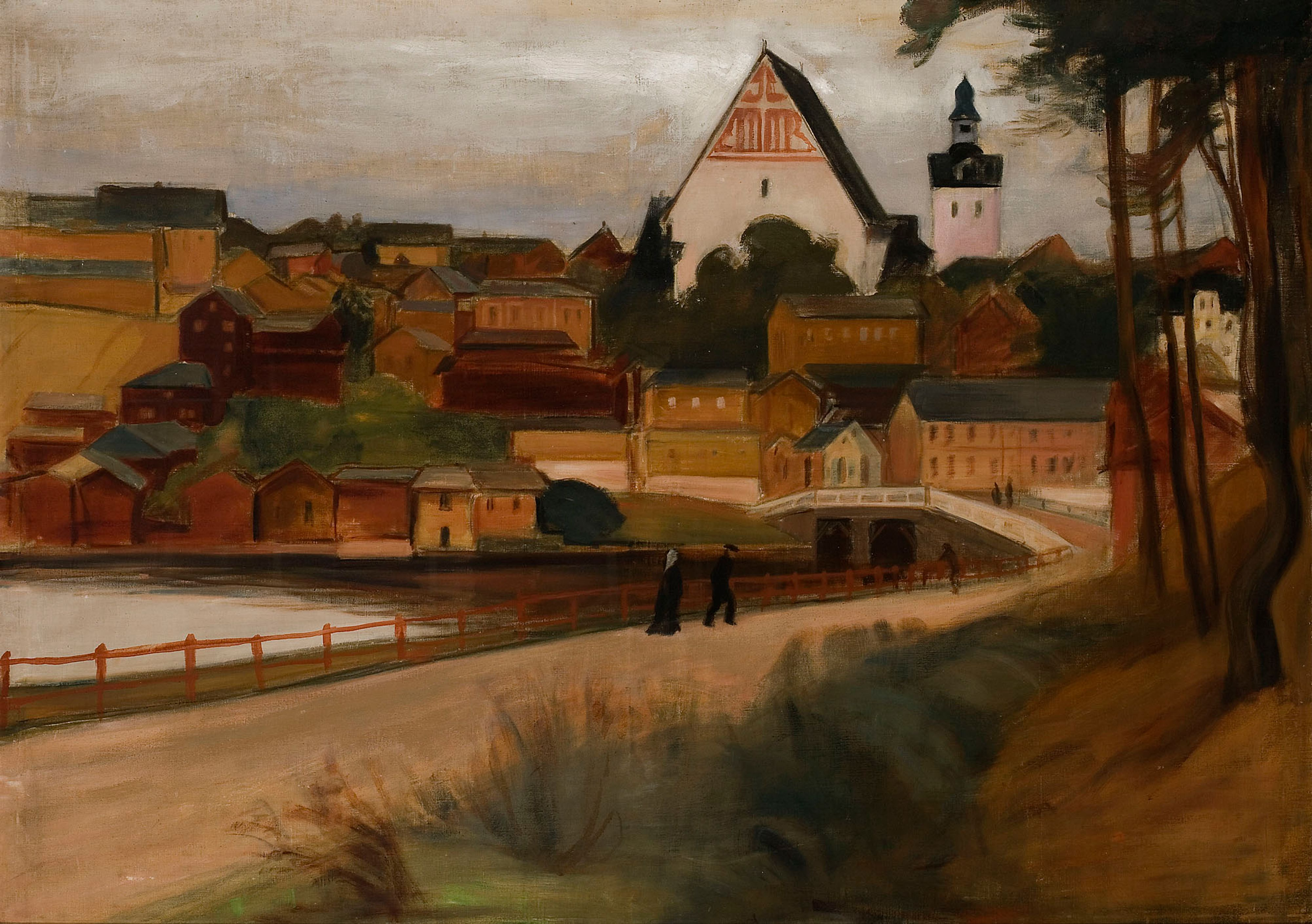
Gezicht op Porvoo (1899)
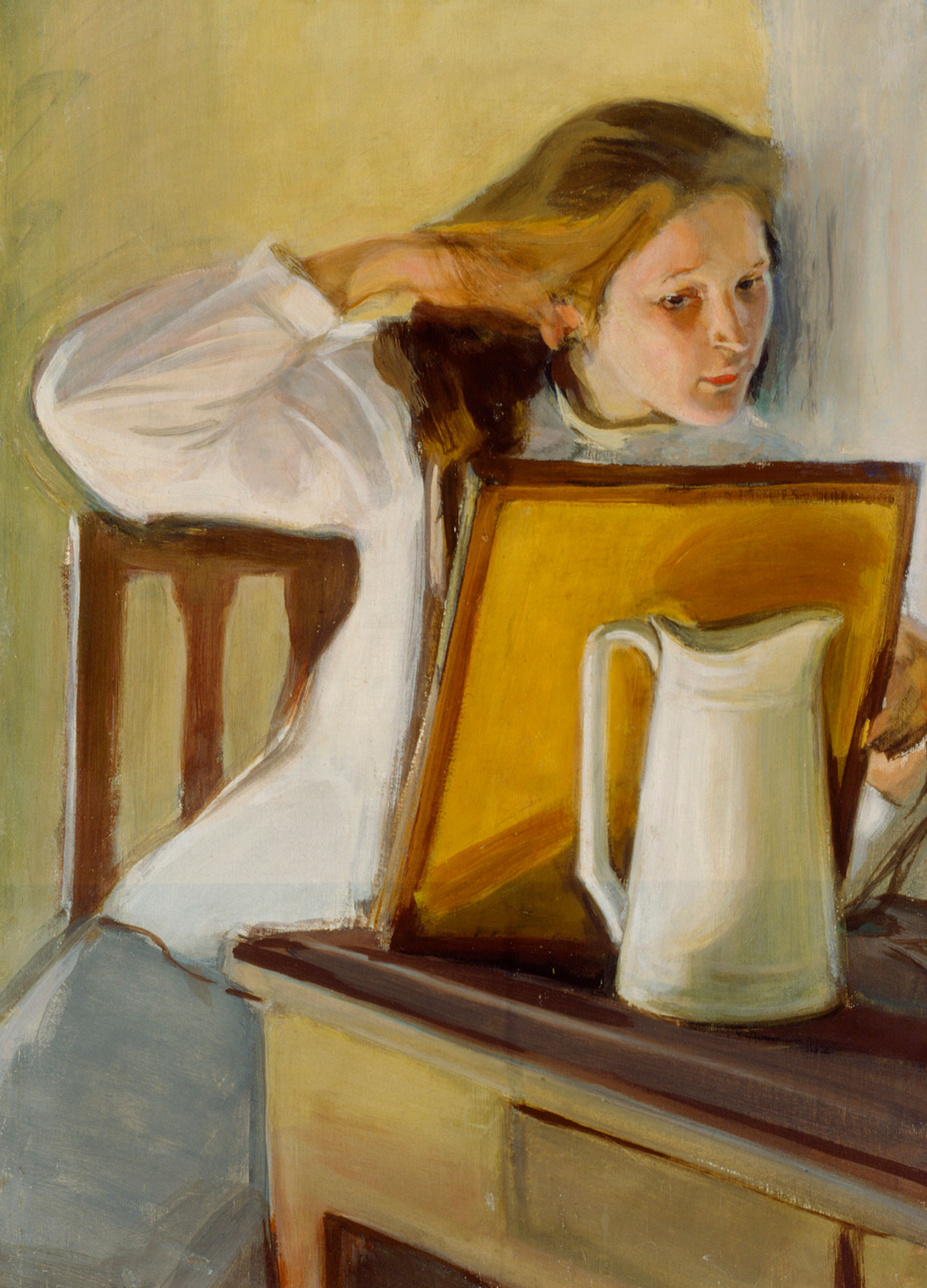
Meisje dat haar haren ordent (1902)
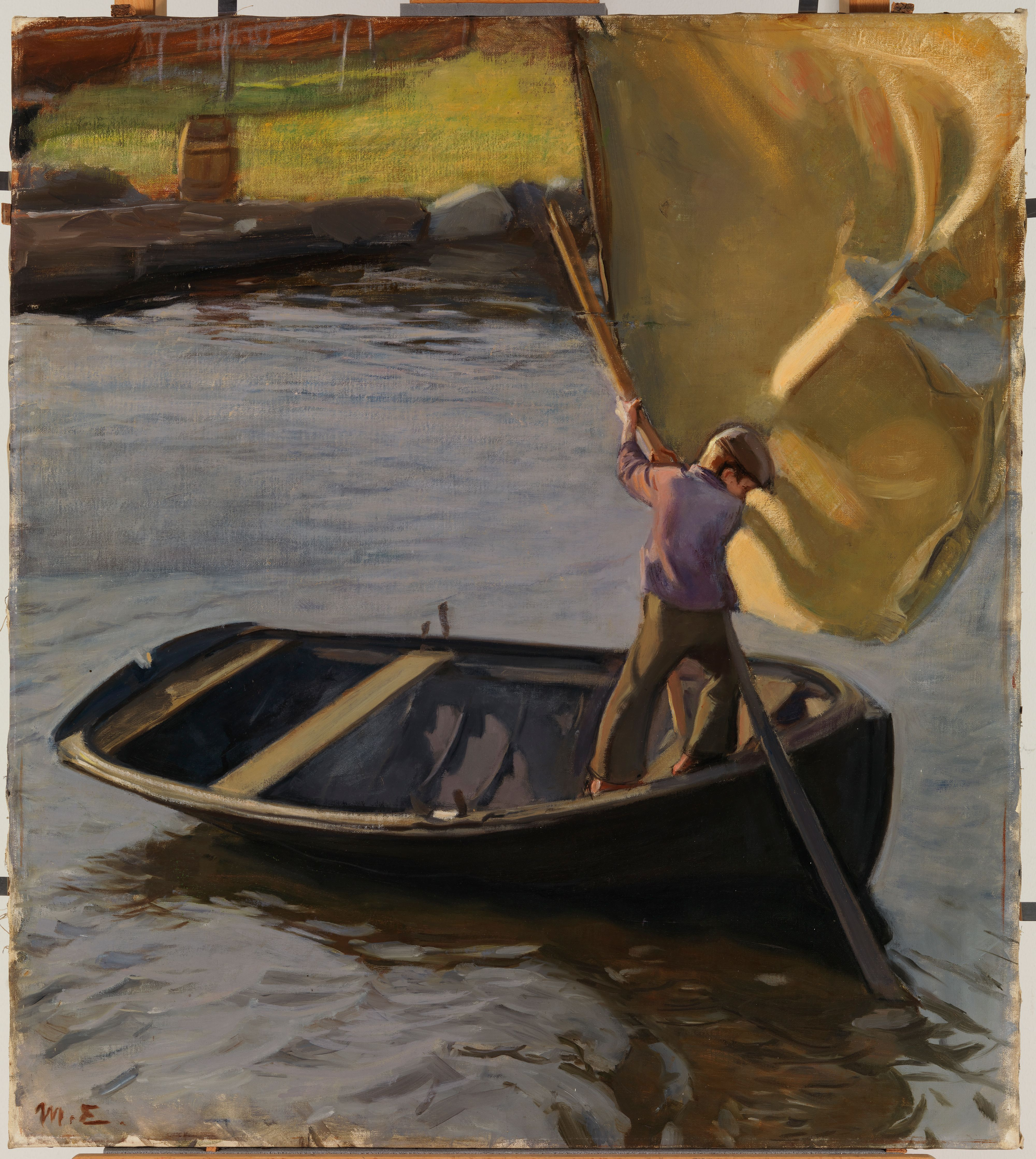
Jongen op zeilboot (1902)
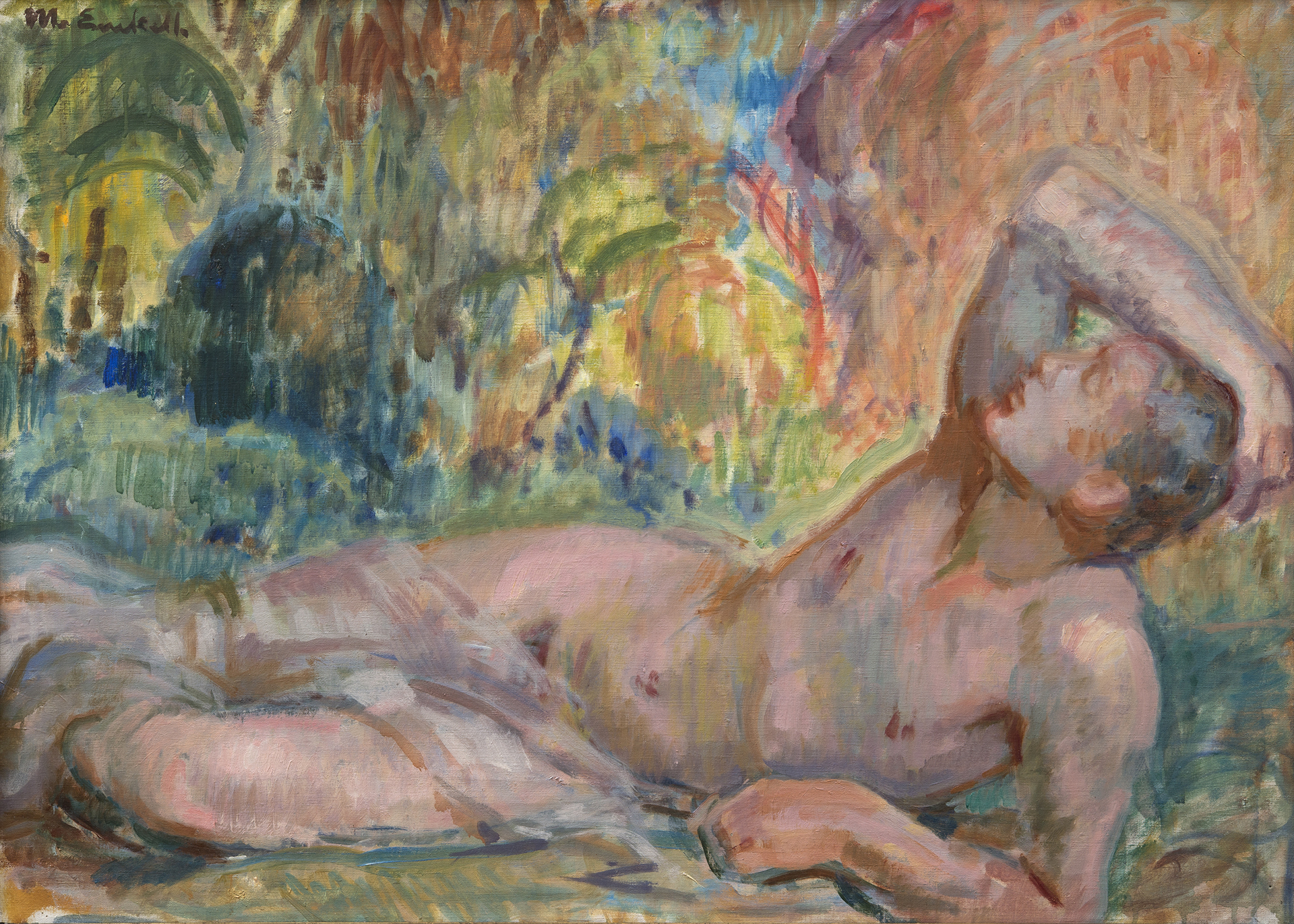
Adonis (1915)
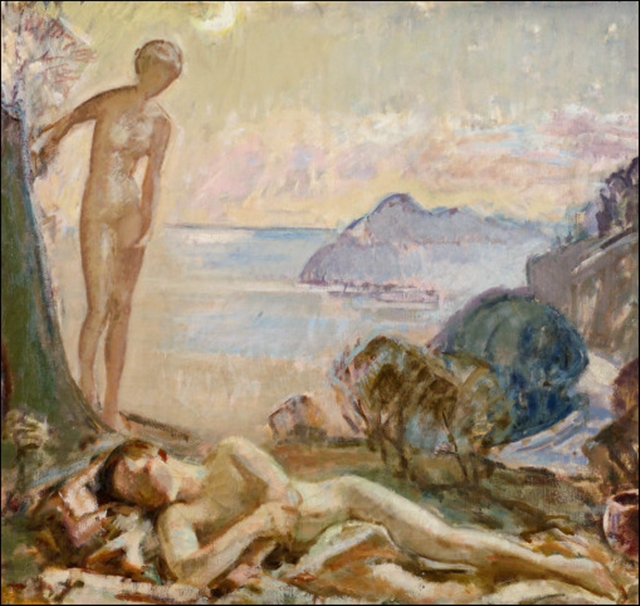
Diana en Endymion (1921)

- Bibliothèque nationale de France: cb14973403k (data)
- Gemeinsame Normdatei: 131369202
- International Standard Name Identifier: 0000 0000 6663 1922
- KulturNav: 74742fe6-8959-4fdb-99e3-a931e9510a95
- Library of Congress Control Number: n00089946
- MusicBrainz: 80913320-7d5e-4ba0-b10f-8a7f2b96dde3
- Nationale Bibliotheek van Tsjechië: jx20081128003
- Nationale Bibliotheek van Israël: 987007429246905171
- RKD-Nederlands Instituut voor Kunstgeschiedenis: 26214
- LIBRIS: 271426
- Système universitaire de documentation: 140739246
- Union List of Artist Names: 500002732
- Virtual International Authority File: 59358242
- WorldCat: E39PBJdcthDDGG3bVC4hjwvWDq